# Bademantel

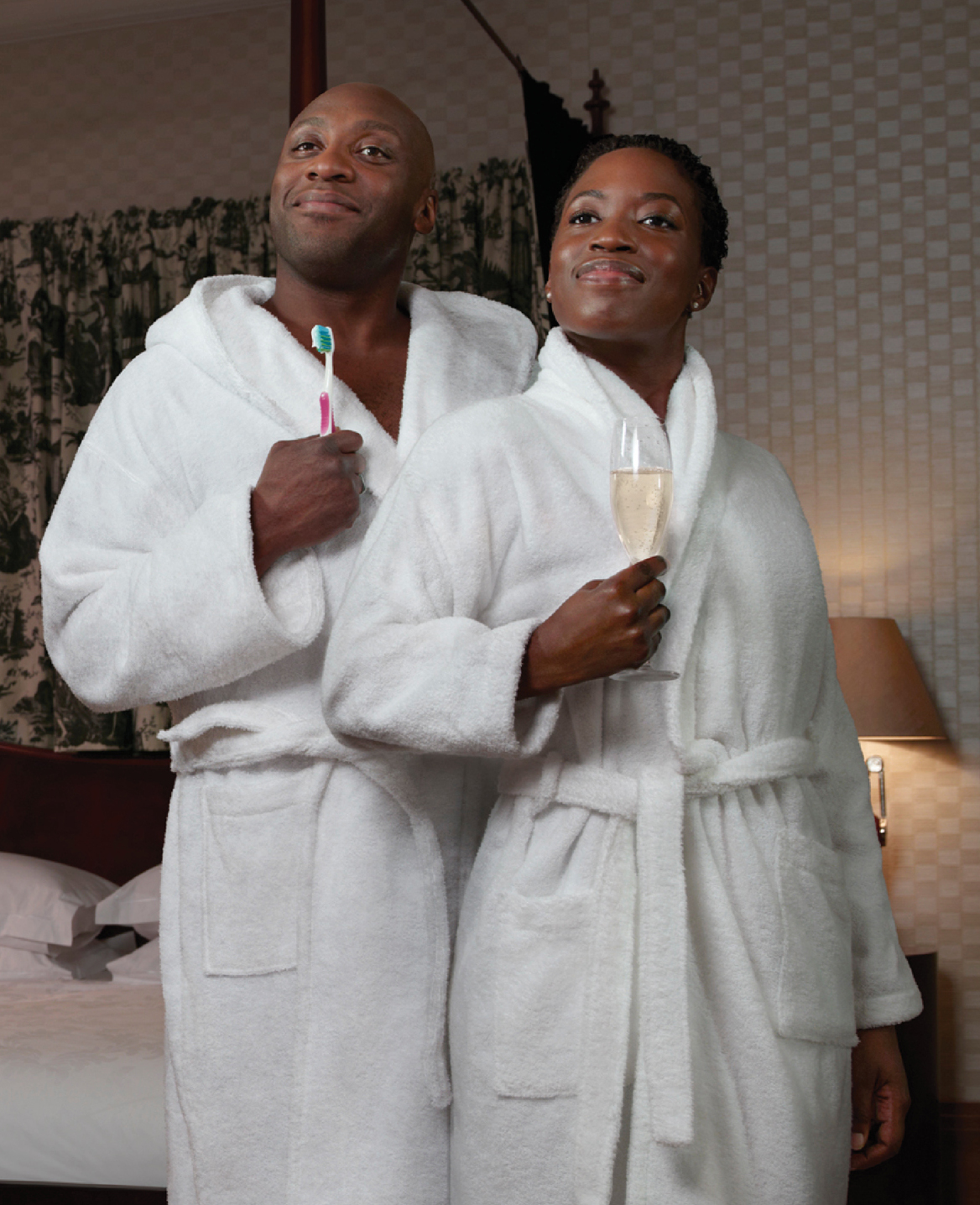
Zwei Menschen im Bademantel, 2012

Ein Bademantel oder Morgenmantel, veraltet auch Schlafrock, ist ein einteiliges Bekleidungsstück in Form eines Mantels oder Umhangs aus saugfähigem Gewebe, das nach dem Baden oder Duschen die Restfeuchtigkeit aufnehmen und den Körper wärmen und bedecken soll. Es kommen vorwiegend Frottee, Frottiergewebe (u. a. Velours), Pikee, Waffelpikee und Satin zum Einsatz, als Materialien werden Baumwolle, Leinen und Seide verwendet. Bademäntel werden im privaten, häuslichen Bereich sowie in öffentlichen Schwimmbädern, Saunen und Spas verwendet.

## Material und Form
Während Bademantel aus Frottee und Frottiergewebe Feuchtigkeit gut aufnehmen und besonders warm halten und sich für den Winter sowie Spas anbieten, werden solche aus Satin und Seide eher im Sommer und als Hausmäntel getragen. Bademäntel aus Waffelpikee zeichnen sich durch eine große Saugkraft und wenig Volumen aus.
Der Bademantel ist typischerweise knopflos und wird durch einen Bindegürtel zusammengehalten. Häufig haben Bademäntel auch aufgesetzte Taschen.
Bademäntel lassen sich drei Schnittformen zuordnen:
1. Der Kimonoschnitt bezeichnet einen Bademantel ohne Kragen, nur mit eingefasster Kante.
2. Ein Schalkragenbademantel weist einen angesetzten Kragen auf.
3. Der Kapuzenbademantel hat ein Kapuze.[2]

Viele Bademäntel reichen bis zu den Unterschenkeln oder Knöcheln, jedoch gibt es auch Kurzbademäntel, die auf Oberschenkelhöhe bzw. über den Knien enden.

## Geschichtliches

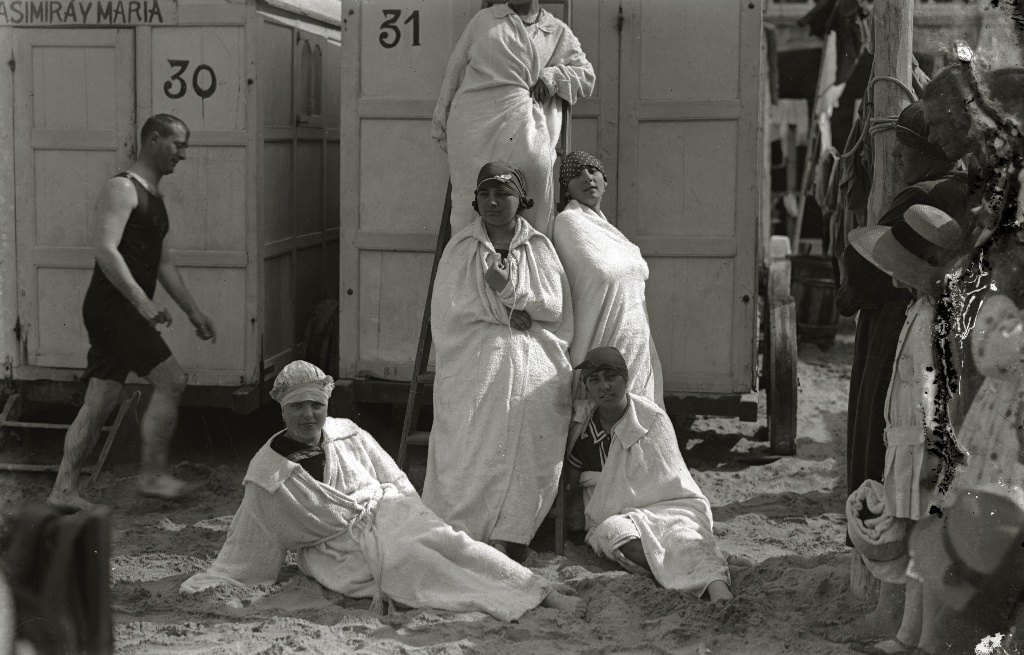
Verschiedene Formen von Bademänteln und -umhängen, San Sebastián, 1917

Bereits im mittelalterlichen Epos Ruodlieb (um 1030) in den Versen XIII, 6–9, taucht ein Bademantel auf: Hier legt sich der Held im Bademantel aufs Bett, „bis er trocken war und die Hitze sich in ihm verminderte“. Im Deutschen Wörterbuch wird ein Text von 1514 wie folgt zitiert: „ein badmantel geben .. das ist der mantel in dem bad, / so got dir gibt ein solche gnad / vnd dich mit einem duͦch vmb bindt“.
Die Glotterthaler Badeordnung Mitte des 16. Jahrhunderts schrieb vor, dass die Männer bedeckt ins Wasser zu steigen haben. Seit den 1880er Jahren, als das Baden im Meer populär wurde, trugen Frauen eine Art Badeumhang am Strand, bestehend aus Biber, Flanell oder bereits frotteeähnlichem Gewebe. Seit Beginn des 20. Jahrhunderts wurden diese Stoffe auch für Herren modern, dann allerdings im Schnitt eines Hausmantels.

## Der Bademantel in der Literatur und Pop-Kultur
Im Roman Per Anhalter durch die Galaxis trägt der Protagonist Arthur Dent ständig einen Bademantel. Eine zentrale Bedeutung wird dem Bademantel auch in der Fernsehsendung Dittsche – Das wirklich wahre Leben zugeschrieben. Im Kinofilm The Big Lebowski trägt der von Jeff Bridges gespielte, Dude gerufene Protagonist ebenfalls dauerhaft einen Bademantel. In dem Film Das geheime Fenster ist das von Johnny Depp präferierte Kleidungsstück ein Bademantel. Die Romanfigur Sherlock Holmes trägt in manchen Geschichten einen rot-goldenen Bademantel.
Playboy-Erfinder Hugh Hefner war ein weiterer überzeugter Haus-/Bademantelträger. Der Musiker Udo Jürgens gab seine Zugaben traditionellerweise im weißen Bademantel.
Die bayerische Kabarettistin Luise Kinseher tritt in ihren Soloprogrammen als ihr Alter Ego Famous Mary from Bavary stets im bunten Morgenmantel auf.